# ミネソタ・ティンバーウルブズのチーム記録
ミネソタ・ティンバーウルブズチーム記録はNBAのミネソタ・ティンバーウルブズのチーム記録である。
現役選手の記録も取り上げる。各部門のランク中（現役）は現在このチームに在籍していることを表す。
- 各部門のランク内では2024-2025シーズンまでの記録を反映している。

## 通算得点
1. 19,201　ケビン・ガーネット
2. 13,121　カール＝アンソニー・タウンズ（現役）
3. 9,097　アンソニー・エドワーズ（現役）
4. 8,710　アンドリュー・ウィギンズ（現役）
5. 7,161　サム・ミッチェル
6. 6,989　ケビン・ラブ（現役）
7. 6,777　ウォーリー・ザービアック
8. 6,216　ダグ・ウェスト
9. 4,888　トニー・キャンベル
10. 4,759　クリスチャン・レイトナー

## 通算リバウンド
1. 10,718　ケビン・ガーネット
2. 6,216　カール＝アンソニー・タウンズ（現役）
3. 4,453　ケビン・ラブ（現役）
4. 3,068　ゴーギー・ジェン
5. 3,030　サム・ミッチェル
6. 2,581　ルディ・ゴベア（現役）
7. 2,225　クリスチャン・レイトナー
8. 2,162　アル・ジェファーソン
9. 2,017　アンソニー・エドワーズ（現役）
10. 1,983　ナズ・リード（現役）

## 通算アシスト
1. 4,216　ケビン・ガーネット
2. 3,424　リッキー・ルビオ
3. 1,973　プー・リチャードソン
4. 1,815　カール＝アンソニー・タウンズ（現役）
5. 1,681　テレル・ブランドン
6. 1,600　アンソニー・エドワーズ（現役）
7. 1,393　ステフォン・マーブリー
8. 1,239　マイケル・ウィリアムス
9. 1,216　ダグ・ウェスト
10. 1,190　ウォーリー・ザービアック

## 通算ブロック（73-74シーズンから）
1. 1,590　ケビン・ガーネット
2. 721　カール＝アンソニー・タウンズ（現役）
3. 489　ゴーギー・ジェン
4. 373　ラドスラフ・ネステロビッチ
5. 367　ナズ・リード（現役）
6. 361　ルディ・ゴベア（現役）
7. 306　ジェイデン・マクダニエルズ（現役）
8. 300　アル・ジェファーソン
9. 299　クリスチャン・レイトナー
10. 273　エディー・グリフィン

## 通算スティール（73-74シーズンから）
1. 1,315　ケビン・ガーネット
2. 845　リッキー・ルビオ
3. 504　アンソニー・エドワーズ（現役）
4. 502　コーリー・ブリューワー
5. 452　カール＝アンソニー・タウンズ（現役）
6. 449　サム・ミッチェル
7. 436　アンドリュー・ウィギンズ（現役）
8. 428　ダグ・ウェスト
9. 413　ゴーギー・ジェン
10. 391　トム・ググリオッタ

## 出場試合
1. 970　ケビン・ガーネット
2. 757　サム・ミッチェル
3. 609　ダグ・ウェスト
4. 573　カール＝アンソニー・タウンズ（現役）
5. 498　ゴーギー・ジェン
6. 442　アンドリュー・ウィギンズ（現役）
7. 438　ウォーリー・ザービアック
8. 421　リッキー・ルビオ
9. 406　ナズ・リード（現役）
10. 381　アンソニー・エドワーズ（現役）

## 3ポイントシュート（NBAでは79-80より公式記録）成功
1. 1,109　アンソニー・エドワーズ（現役）
2. 975　カール＝アンソニー・タウンズ（現役）
3. 569　ナズ・リード（現役）
4. 520　アンドリュー・ウィギンズ（現役）
5. 482　ディアンジェロ・ラッセル（現役）
6. 465　アンソニー・ピーラー
7. 445　ジェイデン・マクダニエルズ（現役）
8. 440　ケビン・ラブ（現役）
9. 417　マリーク・ビーズリー（現役）
10. 364　マイク・コンリー（現役）

## フリースロー成功
1. 3,743　ケビン・ガーネット
2. 2,504　カール＝アンソニー・タウンズ（現役）
3. 1,913　ケビン・ラブ（現役）
4. 1,773　サム・ミッチェル
5. 1,754　アンドリュー・ウィギンズ（現役）
6. 1,588　アンソニー・エドワーズ（現役）
7. 1,463　クリスチャン・レイトナー
8. 1,271　リッキー・ルビオ
9. 1,166　ウォーリー・ザービアック
10. 1,119　ダグ・ウェスト

## 50得点以上
62得点
- カール＝アンソニー・タウンズ（vs CHA / 2024年1月22日）

60得点
- カール＝アンソニー・タウンズ（vs SAS / 2022年3月14日）

56得点
- カール＝アンソニー・タウンズ（vs ATL / 2018年3月28日）

53得点
- アンソニー・エドワーズ（vs DET / 2025年1月4日）

52得点
- モー・ウィリアムズ（vs IND / 2015年1月13日）

51得点
- ケビン・ラブ（vs OKC / 2012年3月23日）
- コーリー・ブリューワー（vs HOU / 2014年4月11日）
- アンソニー・エドワーズ（vs WAS / 2024年4月9日）

50得点
- デリック・ローズ（vs UTA / 2018年10月31日）
- カール＝アンソニー・タウンズ（vs EST / 2024年2月18日）（オールスター）

## その他
- シーズン最多平均スタッツ
  - 得点：27.6　アンソニー・エドワーズ（2024-25シーズン）
  - リバウンド：15.2　ケビン・ラブ（2010-11シーズン）
  - アシスト：9.1　リッキー・ルビオ（2016-17シーズン）
  - スティール：2.4　リッキー・ルビオ（2012-13シーズン）
  - ブロック：2.2　ケビン・ガーネット（2003-04シーズン）
- シーズン最多通算スタッツ
  - 得点：2,177　アンソニー・エドワーズ（2024-25シーズン）
  - リバウンド：1,139　ケビン・ガーネット（2003-04シーズン）
  - アシスト：734　プー・リチャードソン（1990-91シーズン）
  - スティール：191　リッキー・ルビオ（2013-14シーズン）
  - ブロック：178　ケビン・ガーネット（2003-04シーズン）
- 新人最多平均スタッツ
  - 得点：19.3　アンソニー・エドワーズ（2020-21シーズン）
  - リバウンド：10.5　カール＝アンソニー・タウンズ（2015-16シーズン）
  - アシスト：8.2　リッキー・ルビオ（2011-12シーズン）
- トリプル・ダブル達成回数（1979-80シーズンより公式記録）
  - 16回：ケビン・ガーネット
  - 5回：リッキー・ルビオ
  - 3回：ケビン・ラブ / カイル・アンダーソン

## 主なアメリカ国籍以外の選手
- ルック・ロングリー（オーストラリア）
- ラドスラフ・ネステロビッチ（スロベニア）
- マルコ・ヤリッチ（セルビア）
- マイケル・オロウォカンディ（ナイジェリア）
- ダーコ・ミリチッチ（セルビア）
- ニコラ・ペコビッチ（モンテネグロ）
- リッキー・ルビオ（スペイン）
- J・J・バレア（プエルトリコ）
- アンドレイ・キリレンコ（ロシア）
- ゴーギー・ジェン（セネガル）
- アンドリュー・ウィギンズ（カナダ）
- カール＝アンソニー・タウンズ（ドミニカ共和国）
- ダリオ・サリッチ（クロアチア）
- ルディ・ゴベア（フランス）
- ニッケル・アレクサンダー＝ウォーカー（カナダ）
- レナード・ミラー（カナダ）
- ジョー・イングルス（オーストラリア）

## 現役中に亡くなった選手
- マリック・シーリー（交通事故で亡くなった。彼の背番号は永久欠番となった。）